# Pieni-Myhi
Pieni-Myhi är en sjö i kommunen Rautalampi i landskapet Norra Savolax i Finland. Sjön ligger 97,2 meter över havet. Den är 27,46 meter djup. Arean är 2,34 kvadratkilometer och strandlinjen är 27,19 kilometer lång. Sjön  ingår i Kymmene älvs huvudavrinningsområde.   Den ligger omkring 59 kilometer sydväst om Kuopio och omkring 280 kilometer norr om Helsingfors. 
I sjön finns öarna Suurisaari, Levälamminsaari, Köllinsaari och Lehtosaari. Pieni-Myhi ligger öster om Myhinjärvi. 